# Mongoloraphidia (Mongoloraphidia) christophi
Mongoloraphidia (Mongoloraphidia) christophi is een kameelhalsvliegensoort uit de familie van de Raphidiidae. De soort komt voor In India.
Mongoloraphidia (Mongoloraphidia) christophi werd voor het eerst wetenschappelijk beschreven door H. Aspöck et al. in 1982.